# Vágdebrőd
Vágdebrőd (1899-ig Drahócz, szlovákul Drahovce) község Szlovákiában, a Nagyszombati kerületben, a Pöstyéni járásban.

## Fekvése
Pöstyéntől 9 km-re délre, a Vág jobb partján fekszik.

## Története
1113-ban a zoborhegyi apátság birtokainak határleírásában „Debred” néven említik először. 1309-ben „Darrag” alakban említik. 1350-től a Kont nemzetség, 1451-től az Újlakyak, 1642-től a Thurzók, 1720-tól az Erdődyek birtoka volt. 1530-ban, 1599-ben és 1663-ban felégette a török. Erről tanúskodnak az itt talált török fegyverek, kardok és lándzsák is.
A falu első temploma 1695-ben épült. 1773-ban nagy árvíz pusztított, mely során a szomszédos Bakó falu teljesen elpusztult, lakói Debrődön telepedtek le. A legnagyobb árvíz 1813. augusztus 26. és 28. között pusztított a községben, melyben az újonnan épített iskola is elpusztult. Lakói a szomszédos Alsóvedrődön kerestek menedéket. 1893-ban, 1903-ban és 1925-ben újabb árvizek pusztítottak. 1882-ben és 1887-ben nagy tűzvészek pusztítottak, utóbbiban 84 ház és 46 pajta semmisült meg. 1831-ben kolerajárvány volt, augusztus 10. és 23. között 126 lakos pusztult el. A kolera 1850-ben, 1866-ban és 1873-ban újra támadott. A század végén sok lakója vándorolt ki a tengerentúlra a jobb élet reményében.
A 18. század végén Vályi András így ír róla: „DRAHÓCZ. Drahova. Tót falu Nyitra Vármegyében, földes Ura Koller Uraság, lakosai katolikusok, fekszik Vág, és Dudvág vize között, határbéli földgye, és réttye első Osztálybéli, legelője elég, sok kaposztát termesztenek, mindenféle zöldségekkel egyetemben, piatzozása Galgóczon, és Újhelyben; malma helyben, de mivel tsekély fája van tűzre, szőleje pedig nintsen, ’s Vág vizének áradását gyakorta károsan szenvedi, második Osztálybéli.”
A 19. század közepén Fényes Elek eképpen írja le: „Drahócz, Nyitra m. tót falu, a Vágh jobb partján, ut. p. Galgócztól 1 mfd., 1322 kath., 11 evang., 8 zsidó lak. Kath. paroch. templom; savanyuvizforrás, mellynek alkató részei. Dr. Krancz szerint: erős általható savanyuviz-szesz, élesztett vas, savanyú kútsó, bányás alkali, emésztőföld (absorbirende Erde). A vizeletet hajtja, feloldoz, erősit; használ a tüdő-, máj-, lépdugulásokban, sárgaságban, fuladozásban, gyomorbetegségben, stb. F. u. gr. Erdődy Józsefné.”
Nyitra vármegye monográfiájában pedig ezt olvashatjuk róla: „Drahócz nagyközség, a Vág jobb partján, Pöstyéntől délre. Lakosainak száma 1992, akik kevés kivétellel tótajkuak és r. katholikusok. Postája van, táviró- és vasúti állomása Kosztolány. Már a XII. századból vannak e községről feljegyzések, melyekben „Debred” néven említtetik. Kath. temploma 1780-ban épült és kegyura a vallásalap. Földesurai az Erdődyek voltak. Jelenleg gróf Erdődy Ferencznek és a nyitrai püspökségnek vannak itt nagyobb birtokai.”
A trianoni diktátumig Nyitra vármegye Pöstyéni járásához tartozott.
A településhez tartozik az attól nyugatra fekvő Alsóvogyerád (Dolné Voderady) külterület is. Fényes Elek így írt róla: „Vogyerád (Puszta), 152 kath. lakossal, és kath. paroch. templommal. Van itt az uraságnak ménese, és jövedelmes szép gazdasága. F. U. a’ nyitrai püspök.” A népszámlálási adatok szerint a településrésznek 1910-ben 154, 2021-ben 94 lakosa volt.

## Népessége
| Év:            | 1994. | 2004.   | 2014.   | 2024.   |
| -------------- | ----- | ------- | ------- | ------- |
| Emberek száma: | 2478  | 2564    | 2561    | 2592    |
| Eltérés:       |       | +3,47 % | -0,11 % | +1,21 % |

| Év:            | 2023. | 2024.   |
| -------------- | ----- | ------- |
| Emberek száma: | 2610  | 2592    |
| Eltérés:       |       | -0,68 % |

1910-ben 2364 lakosából 2243 szlovák és 60 magyar anyanyelvű volt.
2001-ben 2530 lakosából 2506 szlovák és 1 magyar volt.
2011-ben 2583 lakosából 2475 szlovák és 4 magyar volt.
2021-ben 2592 lakosából 6 volt magyar.

## Nevezetességei
Szent Márton tiszteletére szentelt, római katolikus temploma 1777-ben épült.
Az Alsóvogyerádon lévő Sarlós Boldogasszonynak szentelt római katolikus temploma 1821-ben épült.

## Külső hivatkozások
- Hivatalos oldal
- E-obce.sk Archiválva 2008. február 19-i dátummal a Wayback Machine-ben
- Községinfó
- Vágdebrőd Szlovákia térképén
- Travelatlas.sk